# Popasna
Popasna (tiếng Ukraina: Попасна) là một thành phố của Ukraina. Thành phố này thuộc tỉnh Luhansk. Thành phố này có diện tích ? km2, dân số theo điều tra dân số năm 2001 là 25951 người.